# Gnoma minor
Gnoma minor là một loài bọ cánh cứng trong họ Cerambycidae.